# Aeroportul Saint-Laurent-du-Maroni
Aeroportul Saint-Laurent-du-Maroni (IATA: LDX, ICAO: SOOM) este un aeroport din Franța ce deservește zona Saint-Laurent-du-Maroni. Aeroportul a fost tranzitat în 2022 de 6.399 de pasageri. A fost numit după zona deservită.
Situat la o altitudine de 5 m, aeroportul dispune de o singură pistă.